# Papillon Rose
Lingerie Soldier Papillon Rose (ランジェリー戦士パピヨンローゼ?, Ranjerī Senshi Papiyon Rōze) è un anime giapponese, parodia del genere mahō shōjo e in particolare di Sailor Moon e Cutie Honey. Creato dal gruppo dōjinshi Echigoya, Papillon Rose è cominciato come metaromanzo in Internet: dato che sempre più utenti pensavano si trattasse di una serie realmente esistente, nel 2003 lo studio Pink produsse un OAV e, nel 2006, un anime di sei episodi. Inizialmente, al posto dell'OAV doveva essere prodotta una serie di 25 episodi.
Tra il 2003 e il 2005 la serie è stata espansa dagli autori originali, creando Papillon Rose R, parodia della seconda serie di Sailor Moon, e Papillon Rose G, parodia della terza.

## Trama

### OAV
Tsubomi, studentessa delle scuole superiori, lavora part-time al pub lingerie Papillon, un club maschile dove donne poco vestite servono da bere ai clienti. Dopo aver dormito con Hikaru, un ragazzo affascinante incontrato nel distretto, la ragazza viene contattata dalla gatta parlante Rama: l'animale le dice che lei è la combattente vestita di lingerie Papillon Rose e la sua missione consiste nel proteggere la città da Sister Beene, un'elfa dominatrice mandata da Regina Apis per rubare l'energia sessuale degli uomini. Le cose sembrano andare male quando improvvisamente compare un uomo misterioso, che si presenta poi come Dandelion e distrae il nemico per permettere a Papillon Rose di evocare il suo attacco finale.

### Anime
Ambientato un anno dopo l'OAV, a causa della battaglia finale contro Regina Apis Kabukichō è stato devastato e i proprietari del Papillon hanno aperto il New Papillon ad Akihabara. Tsubomi, Anne e Shizuku hanno perso i ricordi e cominciano una nuova vita.
Improvvisamente, però, le sorelle Susanoo attaccano la Terra e Rama fa tornare la memoria a Tsubomi e alle sue amiche per combattere ancora.

### Papillon Rose R
I membri rimasti di Dynasty uniscono le forze con l'oscura setta religiosa Geldam per formare il gruppo militante di travestiti Gel Dynasty, e cominciano a liberarsi delle hostess dell'industria del sesso diffondendo malattie veneree. Tsubomi si trasforma nuovamente in Papillon Rose e, insieme alle altre Papillon, combatte contro Gel Dynasty.

### Papillon Rose G
Nuovi nemici arrivano a minacciare la Terra: le Papillon li affrontano nella loro ultima battaglia.

## Personaggi
Tsubomi (つぼみ?, Tsubomi) / Papillon Rose (パピヨンローゼ?, Papiyon Rōze)
Ha 20 anni e frequenta il terzo anno alla scuola femminile Saint Christoly Academy. Lavora part-time al Papillon con Anne e, per non farsi licenziare, lo minaccia di dire a sua moglie della sua relazione con Anne. Dopo la distruzione del Papillon, va a lavorare come cameriera al New Papillon e ha fallito l'esame per entrare all'università. È l'incarnazione della principessa Flora, precedente regina dell'Amore e della Natura, congelata da Regina Apis. Si trasforma nella farfalla cremisi Papillon Rose esclamando "Rose Orgasm Power Erection!". La sua arma è il Pinkish Vibrator, con il quale, nell'OAV, evoca l'attacco "Rose Pinkish Viagra"; nell'anime, invece, può infondere la sua forza in un oggetto dicendo "Spirits Insert" e utilizzare l'attacco "Rose Pinkish Dynamic!". Si presenta dicendo "Avvolta dalla lingerie dell'immoralità, la farfalla cremisi che svolazza in città! Papillon Rose!". È la parodia di Sailor Moon.
Doppiata da Shiho Kikuchi (OAV) e Maria Yamamoto (anime).
Anne (アンヌ?, Annu) / Papillon Lily (パピヨンリリィ?, Papiyon Riryi)
Ha 21 anni e lavora al Papillon con Tsubomi, che è la sua migliore amica. Nell'OAV ha una relazione con il capo del Papillon; nell'anime, dopo aver perso la memoria in seguito alla battaglia finale con Regina Apis, ha diverse storie con uomini sposati. Quando recupera la memoria, ritorna a lavorare al New Papillon come cameriera. Alla fine dell'anime, apre il New Papillon 2. Si trasforma nella farfalla diaspro Papillon Lily esclamando "Lily Orgasm Power Erection!". Può infondere la sua forza in un oggetto dicendo "Spirits Insert" e utilizzare l'attacco "Liliya Dynamite Cypress!". Si presenta dicendo "Avvolta dalla lingerie dell'immoralità, la farfalla diaspro che svolazza in città! Papillon Lily!". È la parodia di Sailor Venus.
Doppiata da Sachiko Kojima (OAV) e Kumi Kawai (anime).
Shizuku (雫?, Shizuku) / Papillon Margaret (パピヨンマーガレット?, Papiyon Māgaretto)
Ha 19 anni, frequenta il terzo anno al liceo femminile Saint Christoly Academy ed era una compagna di classe di Tsubomi. In seguito alla battaglia finale con Regina Apis, perde la memoria e s'impegna per entrare all'università dei suoi sogni. Quando recupera la memoria, comincia a lavorare al New Papillon come cameriera. Alla fine dell'anime, comincia a frequentare la Wasada University. Si trasforma nella farfalla dorata Papillon Margaret esclamando "Margaret Orgasm Power Erection!". Può infondere la sua forza in un oggetto dicendo "Spirits Insert" e utilizzare l'attacco "Margaret Guarana Fantasy!". Si presenta dicendo "Avvolta dalla lingerie dell'immoralità, la farfalla dorata che svolazza in città! Papillon Margaret!". È la parodia di Sailor Mercury.
Doppiata da Mai Nagai (anime).
Rama (ラーマ?, Rāma)
È una gatta parlante pervertita alla ricerca delle Papillon. Nera e crema, ha una macchia a forma di farfalla rosa sulla fronte.
Doppiata da Mari Yoshikura (anime).
Hikaru Shishio (獅子王ヒカル?, Shishiō Hikaru) / Dandelion (ダンディーライオン?, Dandīraion)
Un uomo incontrato da Tsubomi mentre si reca al Papillon durante l'OAV, va a letto con lei, impiantandole il seme che le permette di trasformarsi in Papillon Rose. Assume l'identità segreta del paladino Dandelion. In un flashback mostrato nel primo episodio dell'anime, è morto tra le braccia di Papillon Rose. È la parodia di Tuxedo Kamen.
Doppiato da Takehito Koyasu (OAV).
Hibiki (ヒビキ?, Hibiki) / Torakage (虎影?, Torakage)
È il fratello gemello di Hikaru e compare nell'anime. Assume l'identità segreta del ninja Torakage. Nell'episodio 6 muore, ma viene riportato in vita dal diadema di Suu.
Doppiato da Takehito Koyasu (giapponese).

### Nemici
Regina Apis (レギーナ･アピス?, Regīna Apisu)
Il capo di Dynasty, usa i Quattro Generali per seminare distruzione. Il suo obiettivo è raccogliere l'energia sessuale degli uomini, ma viene sconfitta dalla principessa Flora.
Doppiata da Yuki Masuda (OAV e anime).
Sister Abeille (シスター･アベイユ?, Shisutā Abeiyu) / Ushio (汐?, Ushio) / Papillon Dahlia (パピヨンダリア?, Papiyon Daria)
Ha 19 anni, è una delle sottoposte di Regina Apis e lavora a un club sadomaso. Adora comportarsi da maschiaccio e andare in moto. In realtà le è stato fatto il lavaggio del cervello: quando passa dalla parte del bene diventa la farfalla giada Papillon Dahlia esclamando "Dahlia Orgasm Power Erection!". Il suo attacco è "Dahlia Heaven's Finger!". È morta durante la battaglia finale contro Regina Apis per impedire che uccidesse Papillon Rose. Tornata in vita grazie a Suu nell'episodio 5, viene riportata dalla parte del bene da Papillon Rose e combatte con le sue compagne nell'ultimo episodio. È la parodia di Sailor Jupiter.
Doppiata da Kikuko Inoue (anime).
Sister Beene (シスター･ビーネ?, Shisutā Bīne)
Una delle sottoposte di Regina Apis, il suo colore è il rosso e usa una frusta come arma.
Doppiata da Sayaka Kinoshita (OAV).
Sister Petite-La (シスター･プチラー?, Shisutā Puchirā)
Una delle sottoposte di Regina Apis, è una bambina e il suo colore è il verde. Ha un quoziente intellettivo di 300 e soffre di doppia personalità.
Doppiata da Yui Sakakibara (OAV).
Sister Meritta (シスター･メリッタ?, Shisutā Meritta)
Una delle sottoposte di Regina Apis, è una donna cicciona e il suo colore è il giallo.
Grande Genio Ran (ラン?, Ran)
Una delle sorelle Susanoo, è un'aliena venuta sulla Terra con le sue sorelle per conquistarla. Ha 10025 anni e lunghi capelli viola-castano.
Doppiata da Chiharu Minami (anime).
Staff Mawmet Suu (スー?, Sū)
Una delle sorelle Susanoo, ha i capelli blu corti e si occupa di creare le chimere, dei mostri formati dalla fusione di due esseri. Ha 10023 anni.
Doppiata da Umeka Shōji (anime).
Generale Demoniaco Miki (ミキ?, Miki)
Una delle sorelle Susanoo, ha i capelli rossi legati in due code. Ha 10021 anni e, essendo la più piccola, ha un comportamento infantile.
Doppiata da Hiromi Tsunakake (anime).

### Assenti nell'OAV/anime
Mio (澪?, Mio) / Papillon Violet (パピヨンバイオレット?, Papiyon Baioretto)
La leggendaria Papillon V conosciuta in tutto il Giappone, è molto temuta dai nemici. Nonostante all'inizio non vada molto d'accordo con le altre ragazze, in seguito si unisce al gruppo e diventa una sorta di sorella maggiore per Tsubomi. È la proprietaria di un club rivale del Papillon. Si trasforma in Papillon Violet esclamando "Violet Orgasm Power Erection!" e il suo attacco "Violeta Purple Haze!". Compare soltanto nelle sigle dell'OAV. La quarta Papillon secondo l'OAV, nell'anime è stata sostituita da Papillon Dahlia. È la parodia di Sailor Mars.
Futanari (弐也?, Futanari) / Papillon Adonis (パピヨンアドニス?, Papiyon Adonisu)
Un personaggio di Papillon Rose R, è un membro delle Susukino Soldiers. Ha una relazione con Mitsuzuki ed è molto protettiva nei confronti di Kotsubomi, forse perché lei e Mitsuzuki non possono avere figli, essendo entrambe donne. È molto famosa dei bar di lesbiche e viene spesso scambiata per un maschio. Il suo sogno è avere il denaro per cambiare sesso. Si trasforma in Papillon Adonis esclamando "Adonis Orgasm Power Erection!" e il suo attacco è "Rakka Mijin!". È la parodia di Sailor Uranus.
Mitsuzuki (蜜月?, Mitsuzuki) / Papillon Lupinus (パピヨンルピナス?, Papiyon Rupinasu)
Un personaggio di Papillon Rose R, è una delle Susukino Soldiers. Suo padre era molto ricco ma, dopo essere andato in bancarotta e aver perso tutti i soldi, ha costretto Mitsuzuki a fare la spogliarellista. Sempre avvolta da un'area di eleganza e grazia, fa lo spogliarello circondata dagli animali. Ha una relazione con Futanari, cliente fissa dei suoi spettacoli. Si trasforma in Papillon Lupinus quando Futanari viene ferita esclamando "Lupinus Orgasm Power Erection!" e il suo attacco è "Shōkan Kedamono Silver Fenris!". È la Papillon più potente. È la parodia di Sailor Neptune.
Ruby (ルビィ?, Rubyi) / Papillon Cosmos (パピヨンコスモス?, Papiyon Kosumosu)
Un personaggio di Papillon Rose G, è una ragazzina proveniente dalle Filippine che è stata venduta come schiava. Per poter tornare a casa sua è costretta dal suo capo a vendere cibo per strada, altrimenti verrà accusata di 48 omicidi. Non parla molto bene il giapponese. Si trasforma in Papillon Cosmos, la guerriera proibita che può spazzare via un pianeta senza lasciare traccia, quando il suo capo le urla contro, esclamando "Cosmos Orgasm Power Erection!" e il suo attacco è "Cosmic Virgin Again!". È la parodia di Sailor Saturn.
Kotsubomi (小つぼみ?, Kotsubomi) / Papillon Petite Rose (パピヨンプチロゼ?, Papiyon Puchi Roze) / Piccola Flora
La figlia di Tsubomi, è un personaggio di Papillon Rose R ed è arrivata dal futuro alla ricerca di suo padre perché, a causa del comportamento dissoluto di Tsubomi, non ha idea di chi sia. Si trasforma in Papillon Petite Rose dopo aver assunto delle droghe vendute da Razy, esclamando "Petite Rose Orgasm Power Erection!" e il suo attacco è "Pinkish Paipan!". Non volendo lavorare al fianco di sua madre, si unisce alle Susukino Soldiers. È una parodia di Sailor Chibimoon.
Razy Minowa / Dandelion (ダンディーライオン?, Dandīraion)
Un personaggio di Papillon Rose R, è un frequentatore abituale del Papillon. È il secondo Dandelion, che compare dopo la morte di Hikaru. Fa soldi vendendo droghe; tutte le donne svengono quando lo vedono senza maglietta. È la parodia di Tuxedo Kamen.

## Episodi
Opening
- Rosetta di Yuki Masuda (OAV)
- Hikari no Kizuna (ヒカリノキズナ?) di Kaoru Kido (anime)

Ending
- Memories di Tomoe Sakuragawa (OAV)
- Love Theme delle sorelle Susanoo (スサノオ三姉妹 愛のテーマ?, Susanō sanshimai ai no tēma) (anime)

| Nº  | Titolo italiano (traduzione letterale) Giapponese 「Kanji」 - Rōmaji | In onda          | In onda |
| Nº  | Titolo italiano (traduzione letterale) Giapponese 「Kanji」 - Rōmaji | Giapponese       |         |
| OAV | Il sogno di Tsubomi sboccia nella notte 「つぼみの夢は夜開く」 - Tsubomi no Yume wa Yoru Hiraku | 25 aprile 2003   |         |
| OAV | Durante una corsa per arrivare in tempo al lingerie pub dove lavora, Tsubomi ha un incontro con un bel giovane di nome Hikaru. Dopo aver fatto sesso con lui, la ragazza incontra la gatta Rama e viene a sapere che deve combattere contro le forze oscure di Dynasty. Tsubomi diventa così Papillon Rose per la prima volta ed inizia a lottare contro Sister Beene. In un momento di difficoltà, il misterioso Dandelion salva Papillon Rose, permettendole di usare il suo attacco finale che sconfigge Sister Beene. |                  |         |
| 1   | Akiba in piena fioritura!? 「アキバは萌えているか!?」 - Akiba wa moete iru ka!? | 9 febbraio 2006  |         |
| 1   | Dopo aver sconfitto Regina Apis, Tsubomi, Anne e Shizuku hanno perso i ricordi di quando erano delle Papillon e hanno cominciato una nuova vita. Un'invasione aliena, però, minaccia la Terra, e Rama risveglia i ricordi di Tsubomi per farla tornare a combattere. |                  |         |
| 2   | Le farfalle oro e diaspro che volano ad Akiba 「アキバに舞う碧玉と黄金の蝶」 - Akiba ni mau hekigyoku to kogane no chō | 16 febbraio 2006 |         |
| 2   | Mentre Tsubomi cerca di far tornare la memoria ad Anne e Shizuku, un mostro attacca la città e la ragazza si trasforma in Papillon Rose per affrontarlo; il mostro, però, è troppo forte. Vedendo alla televisione il combattimento, Anne e Shizuku ritrovano la memoria e si trasformano in Papillon Lily e Papillon Margaret: le tre Papillon, unendo le forze, sconfiggono il mostro alieno. |                  |         |
| 3   | Le nostre sette ore di guerra 「ぼくらの7時間戦争」 - Boku-ra no 7-jikan sensō | 23 febbraio 2006 |         |
| 3   | Le sorelle Susanoo dichiarano guerra agli haniwa, gli umani, intimando loro di lasciare immediatamente il loro Paradiso Perduto. Tsubomi, Anne e Shizuku si trasformano per affrontare i nemici, ma vengono sconfitte. Pur essendo rimaste ferite, le tre ragazze tornano a combattere vedendo quanto gli abitanti della città tengano a loro e si preoccupino di cosa possa essere loro successo. Le tre Papillon riescono così a scongiurare l'attacco nemico e sconfiggere Miki con la sua chimera. |                  |         |
| 4   | Vola ancora una volta, farfalla giada 「ふたたび舞え、翡翠の蝶」 - Futatabi mae, hisui no chō | 2 marzo 2006     |         |
| 4   | Durante un combattimento contro una chimera, Papillon Rose e Torakage finiscono nei sotterranei della città e Tsubomi viene a sapere che Hikaru è morto davvero e che Torakage è suo fratello gemello. Sconvolta dalla notizia, Tsubomi, che credeva che il suo amato fosse ancora vivo, cade in depressione e Anne e Shizuku decidono di portarla a Shinjuku per distrarla. Alla fine della giornata, però, le tre ragazze incontrano alcuni fan delle Papillon, che risvegliano i ricordi del sacrificio di Papillon Dahlia, la quarta guerriera, facendo rattristare di nuovo Tsubomi. Intanto, Suu scende sulla Terra per scoprire come sconfiggere le Papillon. |                  |         |
| 5   | La caduta della farfalla cremisi 「真紅の蝶、散る」 - Shinku no chō, chiru | 9 marzo 2006     |         |
| 5   | Suu riporta in vita Papillon Dahlia e Miki scende sulla Terra per farla scontrare con le altre Papillon. Mentre Torakage combatte contro il collega Sarutahiko, dalla parte delle sorelle Susanoo, le Papillon non se la sentono di combattere contro la loro vecchia amica. Quando però scoprono che Papillon Dahlia è controllata dalla Kusanagi no Tsurugi che impugna, decidono di strappargliela per farla tornare come prima. Rose riesce a riportare Dahlia alla ragione, ma nel tentativo viene trafitta allo stomaco. Intanto, Miki s'impossessa di una pietra sacra custodita al New Papillon, indispensabile per conquistare la Terra. |                  |         |
| 6   | Akiba brucia 「アキバは燃えている」 - Akiba wa moete iru | 16 marzo 2006    |         |
| 6   | Mentre Margaret, Dahlia e Lily affrontano Miki e Suu, Torakage guarisce le ferite di Rose, perdendo però lui stesso la vita. Le quattro Papillon devono poi vedersela con Ran, l'ultima delle sorelle che, grazie alla pietra sacra, è riuscita a sollevare il quartiere di Akihabara, sotto il quale c'è un timbro per sigillare il contratto di proprietà del pianeta Terra, posto sul Monte Olimpo. Tuttavia, le tre dee si fanno fa parte quando la loro stessa astronave si trasforma in una chimera: le Papillon riportano la situazione alla normalità e le sorelle Susanoo, con le quali sono intanto diventate amiche, vengono condannate a 500 anni di ginnastica. Dopo aver riportato in vita Torakage grazie al diadema di Suu, Rose, Lily, Margaret e Dahlia continuano a proteggere la città. |                  |         |